# Doline (Prnjavor)
Doline (szerbül: Долине), település Bosznia-Hercegovinában, a Bosanska Krajina és a Bosanska Posavina közötti átmeneti területen, Prnjavor község területén, a Szerb Köztársaságban. 

## Fekvése
Bosznia-Hercegovina északi részén, Banja Lukától légvonalban 40, közúton 63 km-re északkeletre, községközpontjától légvonalban és közúton 2 km-re északra, a Radulovac-patak völgyétől keletre, a Prnjavorból Srbacra vezető főút mentén, 204-214 méteres tengerszint feletti magasságban fekszik. 

## Népessége
| Nemzetiségi csoport | Népesség 1991 | Népesség 2013 |
| ------------------- | ------------- | ------------- |
| Szerb               | 48            | 139           |
| Bosnyák             | 3             | 4             |
| Horvát              | 64            | 7             |
| Jugoszláv           | 61            | 0             |
| Egyéb               | 17            | 24            |
| Összesen            | 193           | 170           |

## Története
A második világháború után a település a szocialista Jugoszláviához tartozott. A daytoni békeszerződést követő területfelosztásnál a település Prnjavor község részeként a Szerb Köztársaság területéhez került.

## Nevezetességei
- Szent Márk evangélista tiszteletére szentelt római katolikus templomát 2011. augusztus 13-án szentelte fel Franjo Komarica Banja Luka-i római katolikus püspök. Építést és a díszítést helyi mesteremberek végezték. A templom az 1993-ban a szerbek által lerombolt, 1979-ben épített temetőkápolna helyén épült Isak Medić tervei szerint. Az ünnepségen több mint 150 hívő vett részt, köztük olyanok is, akik más országokból – Horvátországból, Szlovéniából, Ausztriából, Svájcból, Franciaországból, sőt Oroszországból – érkeztek.[4]